# Charles Townshend (1725–1767)
Sir Charles Townshend (28. srpna 1725 Londýn – 4. září 1767 Londýn) byl britský státník ze šlechtického rodu Townshendů, mladší bratr maršála 1. markýze Townshenda. Byl dlouholetým poslancem a zastával vládní úřady, jako ministr financí krátce před svou smrtí prosadil tzv. Townshendovy zákony (Townshend Acts, 1767), které byly bezprostřední příčinou americké války za nezávislost.

## Politická kariéra
Byl druhorozeným synem 3. vikomta Townshenda a mladším bratrem polního maršála 1. markýze Townshenda. Studoval v Nizozemsku a na univerzitě v Oxfordu a od roku 1747 až do smrti byl členem Dolní sněmovny. Brzy začal zastávat nižší úřady ve státní administrativě, byl lordem komisařem pro obchod a kolonie (1749–1754) a lordem admirality (1754–1755). V letech 1756–1761 zastával post pokladníka v úřadu nejvyššího komořího a v roce 1757 byl jmenován členem Tajné rady, zároveň byl státním sekretářem bez portfeje (1757–1761).
Po smrti 3. vévody z Marlborough dočasně spravoval úřad generálního polního zbrojmistra (1758–1759) a v letech 1761–1762 byl státním sekretářem války, poté prezidentem úřadu pro obchod a kolonie (1763). V Grenvillově vládě odmítl přijmout post prvního lorda admirality (1763), poté byl generálním intendantem armády (1765–1766) a nakonec ministrem financí (lord kancléř pokladu 1766–1767).
Ve znalostech v oblasti obchodu a finančnictví se mu ve své době málokdo vyrovnal, vynikal inteligencí a na půdě parlamentu proslul jako vynikajicí řečník. V politice však nebyl příliš zásadový, svou nestálostí a snahou udržet se ve vysokých úřadech získal řadu nepřátel. Ve funkci ministra financí vyvinul značnou aktivitu a zastínil i W. Pitta staršího, který tehdy čelil značné kritice a postupně rezignoval na veřejné dění. Charles Townshend těsně před svou předčasnou smrtí (2. září 1767) prosadil v parlamentu cla na dovoz zboží z kolonií. Tyto tzv. Townshendovy zákony vedly ke vzbouření v koloniích v Severní Americe (Bostonské pití čaje), následně k válce za nezávislost a nakonec vzniku Spojených států.
V roce 1755 se oženil s Caroline Campbell (1717–1794), dcerou významného skotského státníka 2. vévody z Argyllu a vdovou po hraběti z Dalkeithu. Manželství zůstalo bezdětné.